# Библиография Фридриха Дюрренматта

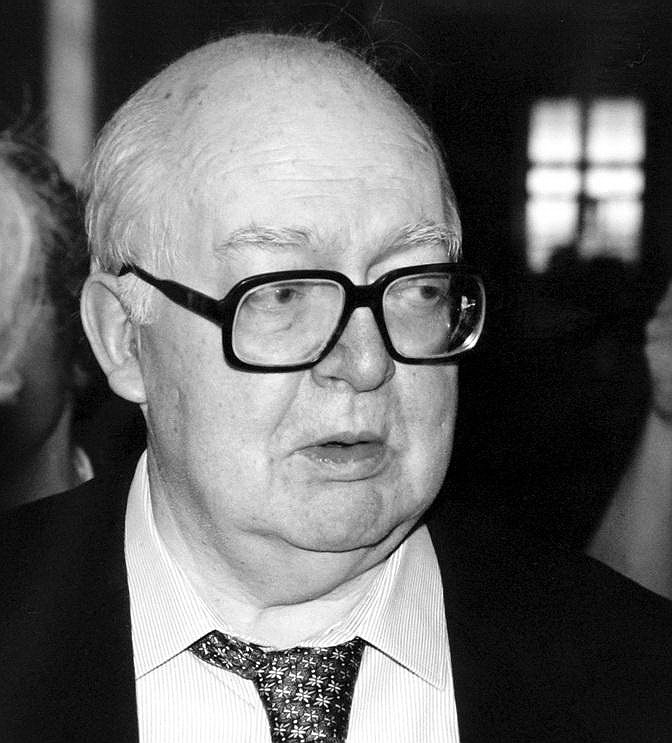
Фридрих Дюрренматт в 1989 году

Сочинения швейцарского немецкоязычного прозаика, драматурга и публициста Фридриха Дюрренматта представлены по жанрам, с указанием года завершения работы.

## Драматургия
- 1946 — «Двойник» (Der Doppelgänger; радиопьеса)
- 1947 — «Писание гласит» (Es steht geschrieben; цюрихский «Шаушпильхауз», 19 апреля 1947 года, режиссёр Курт Хорвиц)
- 1947 — «Слепой» (Der Blinde; Базельский городской театр, 10 января 1947 года, режиссёр Эрнст Гинзберг)
- 1949 — «Ромул Великий» (Romulus der Grosse; Базельский городской театр, 25 апреля 1949 года, режиссёр Эрнст Гинзберг; вторая редакция — 1956)
- 1950 — «Брак господина Миссисипи» (Die Ehe des Herrn Mississippi; мюнхенский «Каммершпиле», 26 марта 1952 года, режиссёр Ханс Швайкарт)
- 1950 — «Процесс из-за тени осла» (Der Prozeß um des Esels Schatten; радиопьеса)
- 1951 — «Ночной разговор» (радиопьеса)
- 1952 — «Страницкий и национальный герой» (Stranitzky und der Nationalheld; радиопьеса)
- 1953 — «Ангел приходит в Вавилон» (Ein Engel kommt nach Babylon; мюнхенский «Каммершпиле», 22 декабря 1953 года, режиссёр Ханс Швайкарт)
- 1954 — «Операция „Вега“» (Das Unternehmen der Wega; радиопьеса)
- 1954 — «Геркулес и Авгиевы конюшни» (Herkules und der Stall des Augias; радиопьеса; переработана для театра в 1962 году; театральная премьера — цюрихский «Шаушпильхауз», 20 марта 1963 года, режиссёр Леонард Штекель)
- 1955 — «Авария» (Die Panne; радиопьеса)
- 1956 — «Визит старой дамы» (Der Besuch der alten Dame; цюрихский «Шаушпильхауз», 29 января 1956 года, режиссёр Оскар Вельтерлин)
- 1956 — «Вечер поздней осенью» (Abendstunde im Spätherbst; радиопьеса)
- 1959 — «Франк V: Опера частного банка» (Frank der Fünfte: Oper einer Privatbank; пьеса для музыкального театра)
- 1961 — «Физики» (Die Physiker; цюрихский «Шаушпильхауз», 20 февраля 1962 года, режиссёр Курт Хорвиц)
- 1967 — «Перекрещенцы» (Die Wiedertäufer, переработка пьесы «Писание гласит…»; цюрихский «Шаушпильхауз», 16 марта 1967 года, режиссёр Вернер Дюггелин)
- 1966 — «Метеор» (Der Meteor)
- 1969 — «Играем Стриндберга» (Play Strindberg. Totentanz nach August Strindberg, обработка пьесы А. Стриндберга «Пляска смерти»; «Базельская комедия», 8 февраля 1969 года, режиссёры Ф. Дюрренматт и Э.)
- 1969 — «Король Иоанн» (обработка хроники У. Шекспира «Король Джон»)
- 1970 — «Тит Андроник» (Titus Andronicus, обработка пьесы У. Шекспира)
- 1970 — «Портрет планеты» (Porträt eines Planeten)
- 1972 — «Сообщник» (Der Mitmacher; цюрихский «Шаушпильхауз», 8 марта 1973 года, режиссёр Анджей Вайда)
- 1980 — «Срок» (Die Frist)
- 1983 — «Ахтерлоо» (Achterloo; цюрихский «Шаушпильхауз», 6 октября 1983 года, режиссёр Герд Хайнц)

## Проза

### Романы
- 1952 — «Судья и его палач» («Der Richter und sein Henker»)
- 1953 — «Подозрение»[англ.] («Der Verdacht»)
- 1958 — «Обещание», («Das Versprechen»)
- 1985 — «Правосудие»
- 1989 — «Ущелье Вверхтормашки» («Durcheinandertal»)
- «Город» (незаконченный)

### Повести
- 1955 — «Грек ищет гречанку»[нем.], («Grieche sucht Griechin»)
- 1956 — «Авария» («Die Panne (Eine noch mögliche Geschichte)»)
- 1971 — «Падение»
- 1981 — «Лунное затмение» («Mondfinsternis»)
- 1981 — «Зимняя война в Тибете» («Der Winterkrieg in Tibet»)
- 1985 — «Минотавр» (Minotaurus) — «драматическая баллада»
- 1988 — «Поручение, или О наблюдении за наблюдающим за наблюдателями» («Der Auftrag oder vom Beobachten des Beobachters der Beobachter. Novelle in vierundzwanzig Sätzen»)

### Рассказы
- «Город», сборник рассказов, 1952 (в сборник вошли 9 рассказов, написанных в 1946—1952 годах, в том числе «Рождество» (Weihnacht), «Палач» (Der Folterknecht), «Сын» (Der Sohn), «Пилат» (Pilatus), «Собака» (Der Hund), («Тоннель» (Der Tunnel)
- «Из записок охранника»
- «Старик» (Der Alte)
- «Шахматист»
- «Сведения о состоянии печати в каменном веке»
- «Остановка в небольшом городе»
- «Мистер Ч. в отпуске»
- «Смити»
- «Смерть пифии»
- «Бунтовщик»

## Публицистика
- 1970 — «Записки из Америки» («Sätze aus Amerika»), эссе
- 1973 — «Я ставлю себя позади Израиля»
- 1976 — «Соответствия»
- 1990 — «Надежда Канта»

## Теоретические работы
- 1955 — «Проблемы театра», сборник статей

## Экранизации
| Год  | Страна                            | Название                                                        | Режиссёр              | Экранизируемое произведение | Комментарий       |
| ---- | --------------------------------- | --------------------------------------------------------------- | --------------------- | --------------------------- | ----------------- |
| 1958 | Германия · Швейцария · Испания    | Это случилось при свете дня (нем. Es geschah am hellichten Tag) | Ладислао Вайда        | Роман «Обещание»            |                   |
| 1964 | США · Германия · Франция · Италия | Визит (нем. Der Besuch)                                         | Бернхард Викки        | Пьеса «Визит старой дамы»   | Чёрно-белый фильм |
| 1971 | СССР                              | Последнее дело комиссара Берлаха                                | Василий Левин         | Роман «Подозрение»          |                   |
| 1975 | СССР                              | Авария                                                          | Витаутас Жалакявичюс  | Повесть «Авария»            |                   |
| 1975 | ФРГ                               | Судья и его палач (нем. Der Richter und sein Henker)            | Максимилиан Шелл      | Роман «Судья и его палач»   |                   |
| 1988 | СССР                              | Физики                                                          | Олег Рябоконь         | Пьеса «Физики»              |                   |
| 1989 | СССР                              | Визит дамы                                                      | Михаил Козаков        | Пьеса «Визит старой дамы»   | Телефильм         |
| 1992 | Сенегал                           | Гиены (Hyènes)                                                  | Джибрил Диоп Мамбети  | Пьеса «Визит старой дамы»   |                   |
| 1993 | Германия · Швейцария              | Правосудие (Justiz)                                             | Ганс В. Гайссендёрфер |                             |                   |
| 2001 | США                               | Обещание (англ. The Pledge)                                     | Шон Пенн              | Роман «Обещание»            |                   |
| 2006 | Эстония                           | Визит старой дамы (эст. Vana daami visiit)                      | Роман Баскин          | Пьеса «Визит старой дамы»   |                   |
| 2008 | Германия · Австрия                | Визит старой дамы (нем. Der Besuch der alten Dame)              | Николаус Лейтнер      | Пьеса «Визит старой дамы»   |                   |